# 6teen
A 6teen (magyarul: 6 tini) egy kanadai animációs tini helyzetkomédia, amely a Totál Dráma-sorozat és a Felspannolva készítőinek első alkotása volt. A sorozat kanadai premierje 2004-ben volt, az amerikai pedig 2008-ban. Se a magyar Cartoon Network, se a magyar Disney Channel nem jelentette még be, hogy műsorára tűzi, azonban a Cartoon Networkön már lehet látni a főcímet, mivel a Totál Dráma Akció 16. részében leadják, persze a TD-versenyzőkkel.

## Történet
Hat 16 éves tinédzser dolgozik a Galleria Bevásárlóközpontban. Munka után mindig együtt lógnak. A sorozatban van móka, szerelem és munka.